# Сан Паоло Бел Сито
Сан Паоло Бел Сито (итал. San Paolo Bel Sito) је насеље у Италији у округу Напуљ, региону Кампанија.
Према процени из 2011. у насељу је живело 3422 становника. Насеље се налази на надморској висини од 54 м.

## Становништво
| 1931. | 1936. | 1951. | 1961. | 1971. | 1981. | 1991. | 2001. | 2011. |
| ----- | ----- | ----- | ----- | ----- | ----- | ----- | ----- | ----- |
| 2.208 | 2.353 | 2.793 | 2.866 | 3.005 | 3.023 | 3.013 | 3.356 | 3.422 |